# اچ‌ام‌اس اگریا (۱۸۰۷)
اچ‌ام‌اس اگریا (۱۸۰۷) (به انگلیسی: HMS Egeria (1807)) یک کشتی بود که طول آن ۱۰۸ فوت ۳ اینچ (۳۳٫۰ متر) بود. این کشتی در سال ۱۸۰۷ ساخته شد.